# Pierre Thiriet
Pierre Thiriet (Épinal, 20 april 1989) is een Frans autocoureur. In 2012 werd hij kampioen in de LMP2-klasse van de European Le Mans Series en in het seizoen 2018-2019 werd hij kampioen in dezelfde klasse in het FIA World Endurance Championship.

## Carrière
Thiriet maakte zijn autosportdebuut in het karting in 2003, waar hij twee jaar actief bleef. Waar coureurs normaal gesproken direct na het einde van hun periode in het karting de overstap maken naar de auto's, deed Thiriet dit pas in 2009, toen hij debuteerde in de Eurocup Mégane Trophy. Voor het team TDS Racing behaalde hij twee podiumplaatsen op het Circuit de Spa-Francorchamps en de Nürburgring, waardoor hij met 65 punten vijfde in de eindstand werd. In 2010 bleef hij actief voor dit team en won hij tweemaal op het Circuit de Nevers Magny-Cours en de Hungaroring. Daarnaast stond hij nog vijf keer op het podium. Met 134 punten werd hij achter zijn teamgenoot Nick Catsburg tweede in het klassement.
In 2011 stapte Thiriet over naar de sportwagens en kwam hij uit in de LMP2-klasse van de Le Mans Series, waar hij samen met Jody Firth en Mathias Beche voor TDS uitkwam. Hij behaalde twee zeges op Spa-Francorchamps en het Autódromo do Estoril en werd zodoende met 38 punten vierde in het kampioenschap. Daarnaast maakte hij dat jaar zijn debuut in de 24 uur van Le Mans voor het team Luxury Racing in de GTE Pro-klasse. Hij deelde de auto met Anthony Beltoise en François Jakubowski, maar kwam vanwege een ongeluk niet aan de finish.
In 2012 werd de Le Mans Series vervangen door de European Le Mans Series (ELMS), waar Thiriet voor het team Thiriet by TDS Racing uitkwam. Hij deelde de auto met Beche, met wie hij de seizoensopener op het Circuit Paul Ricard wist te winnen. Ook won hij de seizoensfinale, de Petit Le Mans, waar Christophe Tinseau als derde coureur aanwezig was. Met 94 punten werd hij de eerste kampioen in de klasse. In de 24 uur van Le Mans werd hij met Beche en Tinseau tweede in de LMP2-klasse.
In 2013 won Thiriet samen met Beche de ELMS-races op het Autodromo Internazionale Enzo e Dino Ferrari en de Red Bull Ring. Ook stond hij, samen met Jonathan Hirschi, op het podium op Silverstone. Met 77 punten werd hij, achter het duo Nelson Panciatici en Pierre Ragues, tweede in de eindstand. In de 24 uur van Le Mans nam hij samen met Ludovic Badey en Maxime Martin deel aan de LMP2-klasse, maar vanwege een ongeluk kort voor het eind kwam hij niet aan de finish.

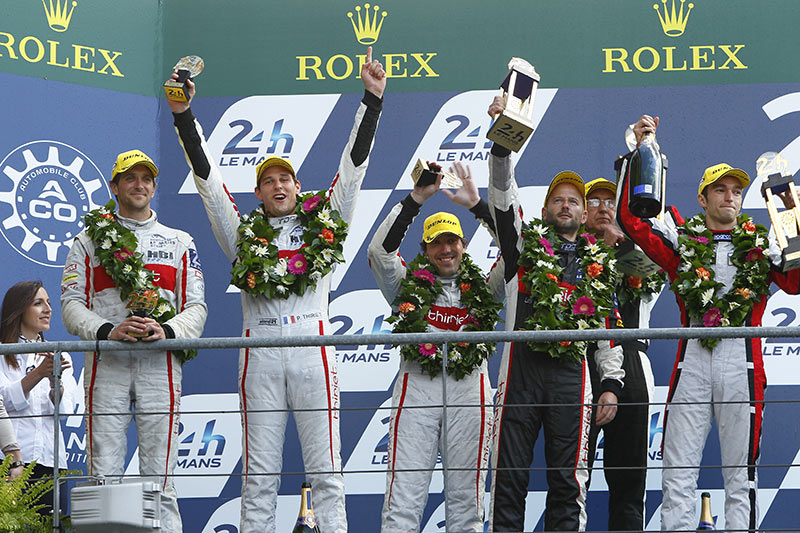
Pierre Thiriet (tweede coureur van links) op het podium in de 24 uur van Le Mans in 2014.

In 2014 won Thiriet in de ELMS samen met Badey en Tristan Gommendy de seizoensopener op Silverstone. Nadat het team na twee races van chassis wisselde - de Morgan LMP2 werd ingeruild voor de Ligier JS P2 - wist het geen enkele keer meer aan de finish te komen. Met 35 punten werd hij achtste in de eindstand. In de 24 uur van Le Mans behaalde het trio de pole position in de LMP2-klasse en eindigde het hierin uiteindelijk als tweede.
In 2015 behaalde Thiriet met Badey en Gommendy twee zeges in de ELMS op Imola en Estoril. Tevens behaalde hij podiumplaatsen op Silverstone en de Red Bull Ring. Met 91 punten werd hij, achter het trio Gary Hirsch, Jon Lancaster en Björn Wirdheim, tweede in het kampioenschap. In de 24 uur van Le Mans kwam het trio vanwege een ongeluk niet aan de finish.
In 2016 won Thiriet met Beche en Ryō Hirakawa de ELMS-races in Imola en op de Red Bull Ring, terwijl hij met Beche en Mike Conway op Paul Ricard wist te winnen. Met 96 punten werd hij achter het trio Simon Dolan, Giedo van der Garde en Harry Tincknell opnieuw tweede in het eindklassement. In de 24 uur van Le Mans kwam hij, samen met zijn vaste teamgenoten, niet aan de finish vanwege een ongeluk.
In 2017 maakte Thiriet de overstap naar de LMP2-klasse van het FIA World Endurance Championship (WEC), waarin hij samen met Roman Roesinov en Alex Lynn voor het team G-Drive Racing uitkwam. Hij zegevierde in de 6 uur van Spa-Francorchamps, voordat hij in de laatste twee races door Léo Roussel werd vervangen. Met 70 punten werd hij dertiende in het eindklassement.
In 2018 begon Thiriet het jaar in de ELMS, waar hij samen met André Negrão voor het team Signatech Alpine Matmut in de seizoensopener op Paul Ricard vijfde werd. Vervolgens keerde hij terug in het WEC voor het seizoen 2018-2019 bij Alpine als teamgenoot van Negrão en Nicolas Lapierre. Hij behaalde de zege in beide edities van de 24 uur van Le Mans die in dat seizoen werden verreden, die van 2018 en van 2019, en eindigde in alle races op het podium. Zodoende werd hij met 181 punten gekroond tot kampioen in de LMP2-klasse.